# Radio Ga Ga
"Radio Ga Ga" é uma música da banda britânica de rock Queen escrita pelo baterista do grupo, Roger Taylor, para o álbum The Works. A canção também esta presente nos álbuns de compilação, Greatest Hits II e Classic Queen.
A música foi um sucesso mundial, alcançando o primeiro lugar em 19 países, o segundo lugar no UK Singles Chart e a 16ª posição na Billboard Hot 100 dos Estados Unidos. A banda tocou a canção em cada concerto de 1984 a sua última com o vocalista Freddie Mercury, em 1986, com a sua mais notável performance no Live Aid, em 1985.
O título da música inspirou o nome artístico da cantora pop americana Lady Gaga.

## Significado
"Radio Ga Ga" foi lançada em 1984. Traz uma defesa nostálgica do rádio e comenta sobre a popularidade crescente da televisão. Também abordou o surgimento dos videoclipes e da MTV, que na época estava competindo com o rádio como um meio importante para promover discos. No MTV Video Music Awards de 1984, o vídeo de "Radio Ga Ga" recebeu uma indicação para Melhor Direção de Arte. Roger Taylor foi citado dizendo:
Isso é parte do que a música trata, na verdade. O fato de que eles [videoclipes] parecem estar tomando conta quase do lado auditivo, o lado visual parece ser quase mais importante.

## Produção
Taylor iniciou a escrita da música em Los Angeles nos EUA, quando se trancou no quarto com um sintetizador e uma caixa de ritmos. As gravações começaram no Record Plant Studios em Los Angeles, e incluíram partes de teclado de Fred Mandel. A gravação foi utilizada com uma Roland VP330+ e os baixos foram produzidos por uma Roland Jupiter 8.

## Videoclipe
O videoclipe da música foi feito sobretudo com adições de cenas da versão restaurada de Giorgio Moroder do filme Metrópolis de 1927 e foi realizado por David Mallet